# Władysław Findysz
Władysław Findysz (13. prosince 1907, Krościenko Niżne – 21. srpna 1964, Nowy Żmigród) byl polský římskokatolický kněz, vězněný komunistickým režimem. Katolická církev jej uctívá jako blahoslaveného mučedníka.

## Život
Narodil se dne 13. prosince 1907 v obci Krościenko Niżne (od roku 1924 část města Krosno) rodičům Stanisławu Findyszovi a Apollonii Rachwalové. Pokřtěn byl den po svém narození v místním farním kostele. Po absolvování střední školy v Krosnu nastoupil v roce 1927 na velký seminář v Přemyšlu.
Dne 19. června 1932 přijal kněžské svěcení. V letech 1932–1935 byl farním vikářem ve farnosti sv. Barbory v Boryslavi a v letech 1935–1937 ve farnosti sv. Bartoloměje v Drohobyči. Mezi lety 1937–1940 působil jako vikář a poté jako správce farnosti ve Strzyżówě. Poté byl krátce farním vikářem v Jasłu, než se stal roku 1941 farářem farnosti sv. Petra a Pavla v Nowém Żmigródu, kterým byl po zbytek svého života.
Během druhé světové války organizoval materiální pomoc pro chudé a podporoval lidi na nucených pracích v Německu. V roce 1944 byl násilně vystěhován ze své farnosti. Po návratu v lednu 1945 začal organizovat charitativní činnost a podporovat obnovu poškozeného města. Zachránil mnoho rodin před vysídlením. Po válce byl sledován bezpečnostní službou a pronásledován komunistickými úřady. V roce 1957 byl jmenován proděkanem děkanství Nowy Żmigród a v roce 1962 jmenován jeho děkanem. V období po II. vatikánském koncilu zahájil intenzivní pastorační činnost.
Roku 1963 byl za tuto svoji činnost zatčen a odsouzen na 2,5 roku vězení dva měsíce poté, co podstoupil operaci k odstranění štítné žlázy. Trest si odpykával na zámku v Řešově a poté ve věznici Montelupich v Krakově. Dne 25. ledna 1964 byl transportován do vězeňské nemocnice z důvodů zhoršeného zdraví kvůli rakovině jícnu. Byla mu však odepřena operace na její odstranění a byl ponechán v utrpění až do propuštění 29. února. V dubnu roku 1964 jej přijal specialista v nemocnici, ale nedoporučil operaci, jelikož nádor již byl příliš rozvinutý.
Zemřel na rakovinu jícnu dne 21. srpna 1964 v Nowém Żmigródu. Jeho ostatky jsou uchovávány v sarkofágu v kostele sv. Petra a Pavla v Nowém Żmigródu.

## Úcta
Jeho beatifikační proces započal dne 23. května 2000, čímž obdržel titul služebník Boží. Dne 20. prosince 2004 podepsal papež sv. Jan Pavel II. dekret o jeho mučednictví.
Blahořečen pak byl dne 19. června 2005 na Pilsudského náměstí ve Varšavě. Obřadu předsedal jménem papeže Benedikta XVI. kardinál Józef Glemp.
Jeho památka je připomínána 23. srpna. Bývá zobrazován v kněžském oděvu.